# Colpo di Stato di Haiti del 2004
Il colpo di Stato di Haiti del 24 febbraio 2004 fu un golpe organizzato contro il presidente Jean-Bertrand Aristide. Il principale esito dell'evento è la fuga dell'ex presidente verso gli Stati Uniti d'America e l'instaurazione di un governo sostenuto dagli stessi statunitensi.

## Contesto politico
Il presidente Aristide viene rieletto per un terzo mandato durante l'elezione presidenziale del 2000, con un'astensione di massa stimata dall'Onu al 90%. La Coalition Nationale pour les Droits des Haitiens (CNDH), finanziata dall'Agenzia canadese di sviluppo internazionale (ACDI) denunciò irregolarità nello svolgimento delle elezioni, in particolare rispetto ai ritardi nella distribuzione dei documenti di identità agli elettori.
I sostenitori di Aristide accusarono invece l'opposizione di un boicottaggio strumentale delle elezioni, finalizzato a discreditare l'esito della consultazione elettorale.
Durante i quattro anni che seguono le elezioni del 2000 molteplici avvenimenti contribuiscono a creare le condizioni, interne ed esterne, in seguito alle quali il golpe viene portato a termine. Il mandato è caratterizzato da una crescente retorica nazionalista, adottata da Aristide particolarmente contro la Francia, ex colonizzatore accusato di aver sfruttato il paese durante il periodo coloniale. In politica interna il regime si ritorge contro le opposizioni, mettendo in atto una serie di violazioni dei diritti umani, a cui seguono molteplici manifestazioni sostenute dalla comunità internazionale, particolarmente dalla Francia e dagli Stati Uniti.
A queste violazioni ripetute dei diritti umani fanno seguito ritorsioni economiche adottate internazionalmente, che in particolare provocano una sostanziale riduzione degli aiuti allo sviluppo. La situazione politica haitiana viene discussa nel gennaio 2003 a Ottawa e Montréal, nel quadro di una conferenza internazionale su Haiti, alla quale le delegazioni del paese non vengono invitate.
In seguito a diversi mesi di manifestazioni popolari e di pressioni internazionali, Aristide viene obbligato, il 29 febbraio 2004, a lasciare il potere in seguito ad un intervento delle forze speciali degli Stati Uniti.

## Dalla ribellione al colpo di Stato

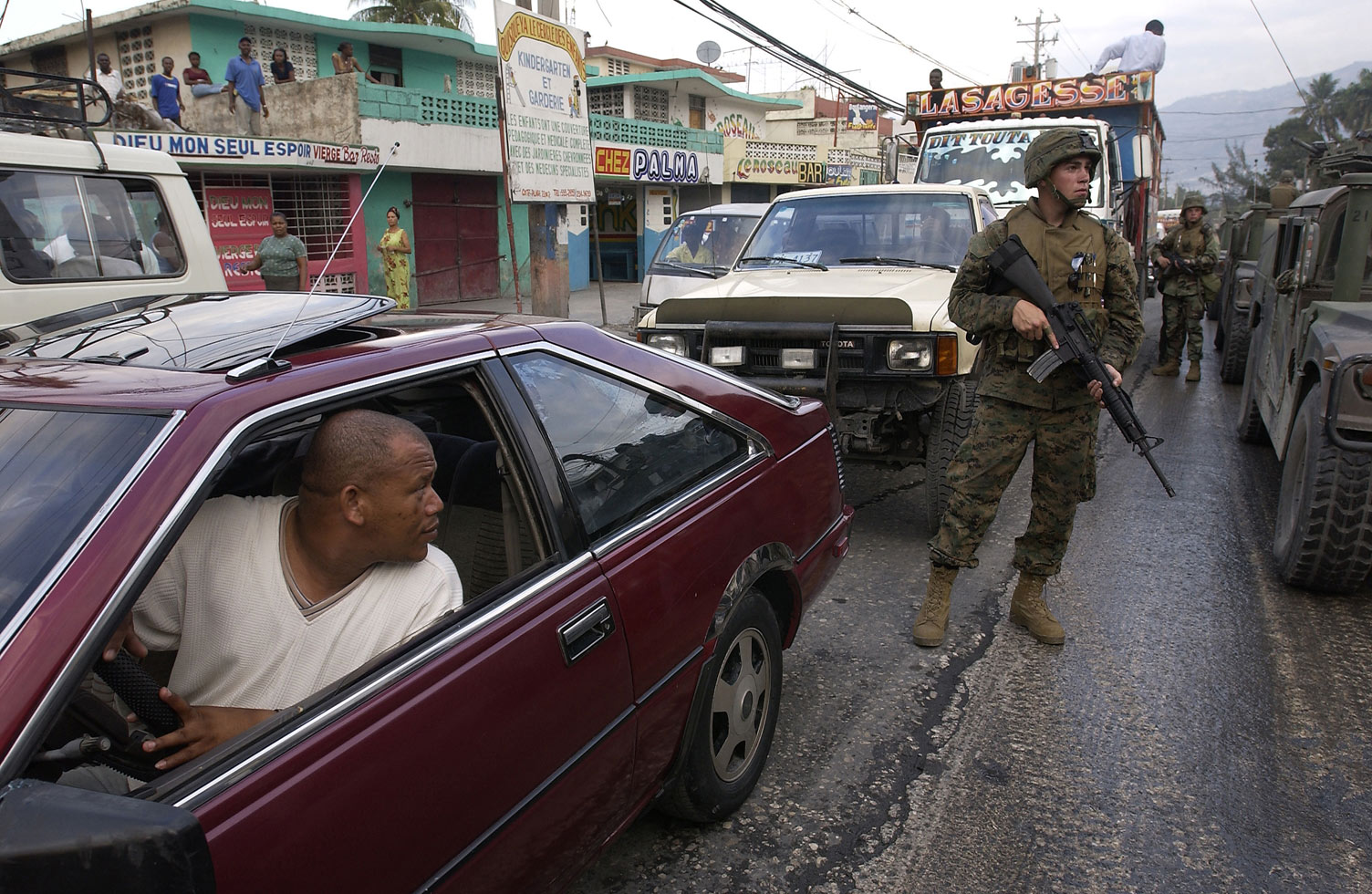
Truppe americane ad Haiti nel 2004

Nel 2003 e nei primi mesi del 2004, numerose manifestazioni destabilizzano il governo Aristide. Alcune regioni del paese, in particolare il dipartimento di Artibonite e la città di Gonaïves, vengono occupate dai ribelli.
Il 21 settembre 2003, il cadavere di un dirigente dei ribelli, Amiot Métayer, capo dell'esercito cannibale, viene rinvenuto nei pressi di Gonaïves. L'opposizione denuncia il fatto sospettando un omicidio politico. Buteur Métayer, fratello del ribelle, prende le redini dell'esercito ribelle, rinominandolo Fronte di Resistenza Rivoluzionaria dell'Artibonite. Nei mesi che seguono i ribelli assumono il controllo di altri dipartimenti tra cui Cap-Haïtien, Grand Goâve e Saint-Marc. Nel febbraio 2004 il movimento si pone l'obiettivo di porre termine al potere di Aristide, diventando Fronte per la Liberazione e la Ricostruzione Nazionali.
A partire dai primi giorni del febbraio 2004 si registra un aggravamento delle tensioni tra i sostenitori del regime e le opposizioni. Gli scontri provocano almeno 70 vittime e diverse centinaia di feriti.
- 1º febbraio, manifestazioni a Port-au-Prince chiedono le dimissioni di Aristide;
- 5 febbraio, un gruppo di insorti prende il controllo di Gonaïves;
- 7 febbraio, manifestazione di sostegno al presidente Aristide a cui partecipano decine di migliaia di persone;
- 10 febbraio, l'opposizione politica e la "società civile" organizzata nel quadro della piattaforma democratica prendono le distanze dall'opposizione armata;
- 16 febbraio, con il sostegno dei paramilitari, gli insorti conquistano la città di Hinche;
- 17 febbraio, il ministro degli affari esteri francese Dominique de Villepin, richiama la comunità internazionale, sostenendo l'invio di una missione di pace internazionale. L'opzione viene rifiutata dagli Stati Uniti;
- 18 febbraio, Guy de Philippe, in passato capo delle forze di polizia, assume la direzione degli insorti come comandante in capo;
- 20 febbraio, nel corso di una manifestazione dell'opposizione a Port-au-Prince, dei giornalisti rimangono feriti dai sostenitori di Aristide;
- 21 febbraio, un piano internazionale di soluzione della crisi viene sottoscritto da Aristide, mentre l'opposizione continua a chiedere le sue dimissioni;
- 22 febbraio, gli insorti assumono il controllo di Cap-Haitien, la seconda città del paese;
- 23-28 febbraio, gli insorti controllano la capitale Port-au-Prince;
- 29 febbraio, in seguito a due giorni di crescenti pressioni interne ed esterne, Aristide si dimette e lascia il paese, verso un esilio in Repubblica Centrafricana. I marines statunitensi e i paracadutisti francesi giungono nel paese. Il presidente della Corte di cassazione Boniface Alexandre diviene presidente ad interim. Il presidente degli Stati Uniti chiede una risoluzione ONU per l'invio di una forza di pace internazionale. L'opzione si concretizzerà nella Missione delle Nazioni Unite per la stabilizzazione di Haiti (MINUSTAH).

## Conseguenze
Un governo di transizione, guidato dal primo ministro Gérard Latortue e dal presidente Boniface Alexandre, prende il controllo del paese.
Il 1º marzo 2004, la Francia invia dei reparti del proprio esercito per la protezione dei suoi cittadini e dell'ambasciata.
Le Nazioni Unite e l'Organizzazione degli Stati Americani intervengono ad Haiti nel quadro di un intervento di stabilizzazione, in seguito all'adozione della risoluzione del Consiglio di Sicurezza ONU del 29 febbraio.